# 小行星5631
小行星5631（英語：5631 Sekihokutouge）是一颗围绕太阳公转的小行星。1993年3月20日，圓舘金、渡邊和郎在日本北見市发现了此天体，以石北峠（Sekihokutouge）命名。
这颗小行星的绝对星等为276.901980311818等。